# Клуб путника
Клуб путника је удружење које окупља авантуристички настројене путнике. При томе је акценат на самосталним путовањима која садрже истраживачку димензију, и најчешће се рализују са веома скромним финансијским средствима. Клуб путника се залаже за истраживање и документовање скривених кутака како географски и културолошки блиског, балканског региона, тако и целог света. Најједноставније речено, Клуб представља регионални центар за путничку културу, путописни часопис и сервис за самостална путовања.

## Удружење
Клуб путника настао је 2005. године, као резултат потребе младих људи из Србије да виде и обиђу свет упркос рестриктивном визном режиму и скромним финансијским средствима. Мото Клуба путника је да свако може да путује по свету, и да путовање, најчешће, не кошта више него останак код куће. Чланови Клуба се на својим путовањима ослањају на аутостоп, дуго пешачење, јефтине возове, гостопримство локалног становништва  а често спавају и у шатору или под ведрим небом. Због природе својих путовања, чланови Клуба непрестано долазе у додир са домаћим становништвом, што им омогућује боље упознавање крајева и култура кроз које пролазе. Чланови Клуба путника окупљају се једном годишње, крајем маја месеца, којом приликом се заједно ноћу пењу на врх неке планине. До сада, сва ноћна планинарења су се организовала у Србији.
Интернет странице Клуба путника постављене су истовремено са оснивањем Клуба, у марту 2005. године, и представљају путничку енциклопедију у електронској форми, насталу доприносима посетилаца. Садржи детаљне информације о различитим техникама самосталних путовања, информације о визним режимима за 200 држава, као и текстове и фотографије са путовања која су извели чланови и пријатељи Клуба. Интересантан је и пројекат „Аутостоперски водич кроз Србију“ са мапама и детаљним описима најбољих места за ауто-стоп у Србији . Сајт, који се развија доприносима посетилаца, садржи близу 10.000 страница, и представља једини сајт те врсте на српскохрватском говорном подручју и највеће окупљалиште самосталних путника из Србије и околних земаља на Интернету.

## Активности
Активности Клуба обухватају истраживање и документовање разноликости света, као и проучавање и промоцију алтернативних начина путовања. Чланови Клуба путника извели су више самосталних трансконтиненталних експедиција, а сакупљени материјал презентован је текстовима и фотографијама на сајту Клуба, као и путујућом изложбом документарне путничке фотографије која је до сада постављена на више места у Србији и Босни. Чланови Клуба путника најчешће путују на Блиски и Далеки исток , као и у северну Африку. Међутим, далеко најчешћа дестинација је управо Балкан, јер свако истраживање света започиње управо од истраживања сопствене средине.
Од лета 2012. године Клуб организује пројекат под називом Путничка кућа. Путничка кућа је пројекат који се реализује једном годишње, сваког лета. Новцем који се заједно прикупља, од донација посетилаца сајта Клуба, изнајмљује се стан негде у свету, који се претвара у привремену базу за истраживање региона, а у којој свако може бесплатно да борави. Циљ путничке куће је да се путници из целог света међусобно упознају, повежу, размене приче и искуства. То је један мали корак ка изградњи глобалне културе самосталних, истраживачких, креативних путовања.

## Самостална путовања
Самостално путовање је путовање код ког путник самостално смишља своју руту и спроводи је у дело. Путник сам решава логистичке проблеме смештаја, превоза и исхране, путује са најчешће скромним финансијским средствима, и избегава популарне дестинације комерцијалног туризам|туризма. Како није ограничен на утабане стазе масовног туризма, на располагању му стоји цела планета. У општем случају, самостално путовање не мора да кошта више него останак код куће, те није луксуз за који је потребно штедети месецима или годинама, него је свакоме доступно. Ово се односи како на краћа путовања по нашим крајевима, Балкану, тако и на дуга трансконтинентална путовања која трају по неколико месеци и током којих се пређе и по неколико десетина хиљада километара.
Чланови Клуба путника припремају се за путовање истраживањем литературе о местима која планирају да посете, људима који тамо живе, њиховим веровањима, историји, обичајима, језику итд. На путовању посматрају, разговарају са људима, и труде се да што боље упознају средину у којој се тренутно налазе. По повратку кући, искуства и сазнања са путовања деле се са другим људима, писањем различитих врста текстова - путописних или строго информативних, организовањем изложби фотографија, држањем предавања и слично.